# Rua Conselheiro Moreira de Barros

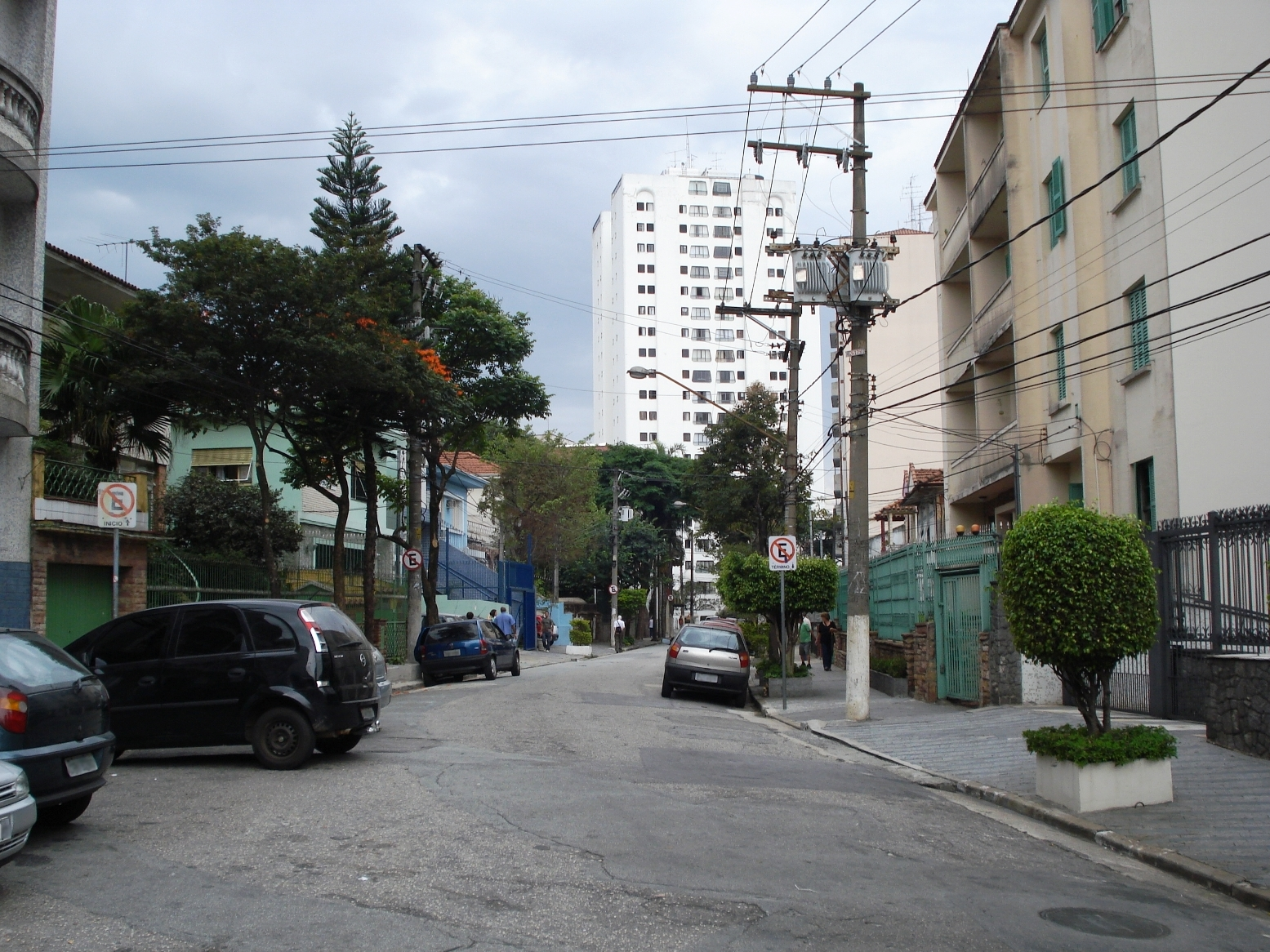
Trecho inicial da rua, em Santana, visto a partir da rua Amaral Gama.

A Rua Conselheiro Moreira de Barros é um logradouro da zona norte da cidade de São Paulo, SP, Brasil.
O nome da rua é uma homenagem ao político Antônio Moreira de Barros.